# 1220
- Wikisource

| Calendário gregoriano                                                        | 1220 MCCXX                                            |
| Ab urbe condita                                                              | 1973                                                  |
| Calendário arménio                                                           | 669 – 670                                             |
| Calendário bahá'í                                                            | -624 – -623                                           |
| Calendário budista                                                           | 1764                                                  |
| Calendário chinês                                                            | 3916 – 3917 Início a 6 de fevereiro (aproximadamente) |
| Calendário copta                                                             | 936 – 937                                             |
| Calendário etíope                                                            | 1212 – 1213                                           |
| Calendários hindus - Vikram Samvat - Calendário nacional indiano - Cáli Iuga | 1275 – 1276 1141 – 1142 4320 – 4321                   |
| Calendário Holoceno                                                          | 11220                                                 |
| Calendário islâmico                                                          | 617 – 618                                             |
| Calendário judaico                                                           | 4980 – 4981                                           |
| Calendário persa                                                             | 598 – 599                                             |
| Calendário rúnico                                                            | 1470                                                  |
| Calendário solar tailandês                                                   | 1763                                                  |

1220 (MCCXX, na numeração romana) foi um ano bissexto do século XIII do Calendário Juliano, da Era de Cristo, e as suas letras dominicais foram  E e D (53 semanas), teve início a uma quarta-feira e terminou a uma quinta-feira.
| Ano completo                           |
| -------------------------------------- |
| Ano bissexto com início à quarta-feira |

## Eventos
- maio - Francisco de Assis resigna da liderança dos Franciscanos.
- 22 de novembro - Frederico II é coroado imperador do Sacro Império Romano-Germânico.
- Caicobado I ascende ao cargo de sultão de Rum.
- Primeiras conquistas mongóis aos abássidas; Samarcanda e Bucara são tomadas.
- O Papa Honório III aprova a Ordem dos Pregadores (dominicanos).
- Bento de Núrsia é canonizado pela Igreja Católica.
- Termina a construção da Catedral de Chartres, França.
- É iniciada a reconstrução da Catedral de Amiens, França.
- É iniciada a reconstrução da Catedral de Iorque, Inglaterra.
- É iniciada a construção da Catedral de Salisbury, Inglaterra.
- É criado o Reino de Sucotai na atual Tailândia.
- Os julgamentos por ordália são abolidos em Inglaterra.
- A dinastia alemã de Hohenstaufen, que governa a Sicília desde 1194, adota Palermo como sua capital.
- Os "privilégios de cidade" mais antigos dos Países Baixos são concedidos a Dordrecht.
- Liubliana recebe os "privilégios de cidade".
- É iniciada a reconstrução de Londres.
- Por ordem do rei D. Afonso II de Portugal são feitas as primeiras Inquirições em Portugal.
- Snorri Sturluson acaba a compilação da Edda em prosa.

## Nascimentos
- 1 de Abril - Go-Saga, 88º imperador do Japão.
- Ermigo Pais de Matos foi um fidalgo medieval do Reino de Portugal, tendo sido Senhor da Quinta e lugar de Matos e da Quinta de Cardoso.
- 11 de novembro - Afonso III de Poitiers, Conde de Poitiers e Conde de Tolosa, m. 1271).
- Rui Vicente de Penela, alcaide-mor de Alenquer e senhor de Penela.
- Pedro Nunes de Gusmão, Senhor de Guzmán, m. 1260).
- Lope Lopez de Haro, foi o 12.º Senhor de La Guardia.
- D. João Garcia de Sousa, foi Senhor de Alegrete, m. 1254.
- D. Pedro Rodrigues Pereira Cavaleiro medieval português e  governador de Viseu e Trancoso.
- Vasco Martins Pimentel, foi meirinho-mor do Reino de Portugal durante o reinado de D. Afonso III de Portugal, m. 1283.

## Mortes
- 5 de Maio - Ângelo da Sicília, considerados um dos "pais" da Ordem do Carmo (n. 1185).
- 3 de Novembro - Urraca de Castela, rainha de Portugal, esposa de D. Afonso II (n. 1186)